# Martin Bodin
Martin Bodin (ur. 29 września 1903 w Klinte, zm. 7 października 1976 w Sollentunie) – szwedzki operator filmowy. Na przestrzeni lat 1930-1968 pracując dla szwedzkiego studia Svensk Filmindustri nakręcił ponad 85 filmów.